# Aufeld (Gemeinde Trautmannsdorf)
Das Aufeld ist ein Ortsteil der österreichischen Katastralgemeinde Sarasdorf in der Gemeinde Trautmannsdorf an der Leitha. Es liegt unmittelbar an der Ortsgrenze zu Trautmannsdorf an der L163 zwischen der Ostbahn und der Leitha.